# Sportgemeinschaft Dynamo Dresden 2005-2006
Questa voce raccoglie le informazioni riguardanti il Dinamo Dresda nelle competizioni ufficiali della stagione 2005-2006.

## Stagione
Nella stagione 2005-2006 la Dinamo Dresda, allenato da Christoph Franke e Peter Pacult, concluse il campionato di 2. Bundesliga al 15º posto e fu retrocessa in Regionalliga. In Coppa di Germania la Dinamo Dresda fu eliminato al secondo turno dal Norimberga.

## Rosa
| N. |                                 | Ruolo | Calciatore         |
| -- | ------------------------------- | ----- | ------------------ |
| 1  | Croazia (bandiera)              | P     | Ignjac Kresic      |
| 2  | Germania (bandiera)             | D     | Dexter Langen      |
| 3  | Germania (bandiera)             | D     | Volker Oppitz      |
| 5  | Romania (bandiera)              | D     | Levente Csik       |
| 6  | Germania (bandiera)             | C     | Maik Wagefeld      |
| 7  | Polonia (bandiera)              | C     | Mariusz Kukiełka   |
| 8  | Germania (bandiera)             | C     | Christian Hauser   |
| 9  | Germania (bandiera)             | A     | Thomas Bröker      |
| 10 | Rep. Ceca (bandiera)            | C     | Ivo Ulich          |
| 11 | Germania (bandiera)             | A     | Thomas Neubert     |
| 12 | Croazia (bandiera)              | P     | Darko Horvat       |
| 13 | Germania (bandiera)             | C     | Christian Fröhlich |
| 14 | Bosnia ed Erzegovina (bandiera) | C     | Alen Basic         |
| 15 | Germania (bandiera)             | D     | André Weiß         |
| 16 | Germania (bandiera)             | D     | Robert Heiße       |

| N. |                       | Ruolo | Calciatore       |
| -- | --------------------- | ----- | ---------------- |
| 17 | Filippine (bandiera)  | D     | Dennis Cagara    |
| 18 | Germania (bandiera)   | C     | Karsten Oswald   |
| 20 | Australia (bandiera)  | A     | Joshua Kennedy   |
| 21 | Germania (bandiera)   | C     | René Beuchel     |
| 22 | Germania (bandiera)   | C     | Alexander Ludwig |
| 23 | Germania (bandiera)   | P     | Oliver Herber    |
| 25 | Rep. Ceca (bandiera)  | D     | Tomáš Votava     |
| 26 | Slovacchia (bandiera) | A     | Jan Koziak       |
| 27 | Rep. Ceca (bandiera)  | D     | Pavel Pergl      |
| 30 | Germania (bandiera)   | A     | Marco Vorbeck    |
| 31 | Germania (bandiera)   | C     | Marc Hensel      |
| 32 | Germania (bandiera)   | C     | Silvio Bär       |
| 33 | Germania (bandiera)   | C     | Michael Lerchl   |
| 34 | Germania (bandiera)   | D     | Robert Scannewin |
|    | Germania (bandiera)   | C     | Reimund Linkert  |

## Organigramma societario
Area tecnica
- Allenatore: Peter Pacult
- Allenatore in seconda: Tom Stohn
- Preparatore dei portieri: Werner Friese
- Preparatori atletici:

## Calciomercato

### Sessione estiva
| Acquisti | Acquisti          | Acquisti         | Acquisti |
| R.       | Nome              | da               | Modalità |
| -------- | ----------------- | ---------------- | -------- |
| C        | Alexander Ludwig  | Hertha Berlino   |          |
| A        | Thomas Bröker     | Colonia          |          |
| D        | Dennis Cagara     | Hertha Berlino   |          |
| C        | Michael Lerchl    | Dinamo Dresda II |          |
| A        | Tomislav Stanić   | Inter Zaprešić   |          |
| A        | Marco Vorbeck     | Hansa Rostock    |          |
| D        | Witold Wawrzyczek | KS Cracovia      |          |

| Cessioni | Cessioni           | Cessioni         | Cessioni |
| R.       | Nome               | da               | Modalità |
| -------- | ------------------ | ---------------- | -------- |
| C        | Marco Christ       | Aalen            |          |
| D        | Torsten Bittermann | Chemnitz         |          |
| C        | Rico Kühne         | Rot-Weiß Erfurt  |          |
| A        | Klemen Lavrič      | Duisburg         |          |
| A        | Ronny Scholze      | Neustrelitz      |          |
| D        | Jan Seifert        | Dinamo Dresda II |          |
| C        | Daniel Ziebig      | Amburgo          |          |

### Sessione invernale
| Acquisti | Acquisti      | Acquisti       | Acquisti |
| R.       | Nome          | da             | Modalità |
| -------- | ------------- | -------------- | -------- |
| D        | Pavel Pergl   | Sparta Praga   |          |
| A        | Jan Koziak    | Dukla B.B.     |          |
| C        | Ivo Ulich     | Vissel Kōbe    |          |
| D        | Tomáš Votava  | Greuther Fürth |          |
| C        | Maik Wagefeld | Norimberga     |          |

| Cessioni | Cessioni        | Cessioni       | Cessioni |
| R.       | Nome            | da             | Modalità |
| -------- | --------------- | -------------- | -------- |
| A        | Tomislav Stanić | Inter Zaprešić |          |

## Risultati

### 2. Bundesliga

#### Girone di andata
| Arbitro: | Fandel |

|                                    |           |                      |
| Erceg 4’ Timm 85’ Barut 90’ (rig.) | Marcatori | 77’ (rig.) Brinkmann |

| Arbitro: | Wack |

|                        |           |  |
| Vorbeck 48’ Cagara 53’ | Marcatori |  |

| Arbitro: | Grudzinski |

|                                                |           |          |
| Fröhlich 2’ Langen 31’ Vorbeck 50’ Kennedy 82’ | Marcatori | 71’ Dorn |

| Arbitro: | Gräfe |

|                    |           |                  |
| Lehmann 81’ (rig.) | Marcatori | 17’, 29’ Vorbeck |

| Arbitro: | Drees |

|            |           |          |
| Stanić 88’ | Marcatori | 38’ Kuru |

| Arbitro: | Frank |

|           |           |  |
| Drsek 88’ | Marcatori |  |

| Arbitro: | Sahler |

|  |           |                         |
|  | Marcatori | 27’ Brinkmann 88’ Dogan |

| Arbitro: | Anklam |

|                         |           |                        |
| Döring 24’ Lintjens 87’ | Marcatori | 44’ Langen 68’ Kennedy |

| Arbitro: | Gagelmann |

|                |           |                                 |
| Wawrzyczek 36’ | Marcatori | 34’, 78’ Schlaudraff 51’ Rösler |

| Arbitro: | Seemann |

|            |           |  |
| Herzig 74’ | Marcatori |  |

| Arbitro: | Kinhöfer |

|             |           |                                        |
| Kennedy 90’ | Marcatori | 6’, 74’ Juskowiak 16’ Demir 79’ Klinka |

| Arbitro: | Lupp |

|                         |           |             |
| Federico 9’ Schwarz 71’ | Marcatori | 2’ Fröhlich |

| Arbitro: | Winkmann |

|                                  |           |                             |
| Omodiagbe 16’ (aut.) Kennedy 23’ | Marcatori | 9’, 65’ Teinert 45’ Sträßer |

| Arbitro: | Stark |

|            |           |          |
| Bröker 30’ | Marcatori | 45’ Rost |

| Ahlen 9 dicembre 2005, ore 18:00 CET 16ª giornata | LR Ahlen   | 0 – 0 referto | Dinamo Dresda | Wersestadion (3 819 spett.)\| Arbitro: \| Stachowiak \| |
| Arbitro:                                          | Stachowiak |               |               |                                                         |

| Arbitro: | Schalk |

|                                         |           |             |
| Amri 8’, 37’ Örtülü 43’, 80’ Benčík 65’ | Marcatori | 6’ Fröhlich |

| Arbitro: | Henschel |

|              |           |  |
| Iashvili 85’ | Marcatori |  |

#### Girone di ritorno
| Arbitro: | Wagner |

|                       |           |  |
| Bröker 36’ Votava 69’ | Marcatori |  |

| Arbitro: | Brych |

|          |           |  |
| Kuru 72’ | Marcatori |  |

| Arbitro: | Perl |

|              |           |  |
| Wagefeld 68’ | Marcatori |  |

| Dresda 26 febbraio 2006, ore 15:00 CET 23ª giornata | Dinamo Dresda | 0 – 0 referto | Bochum | Rudolf-Harbig-Stadion (13 153 spett.)\| Arbitro: \| Dingert \| |
| Arbitro:                                            | Dingert       |               |        |                                                                |

| Arbitro: | Schalk |

|  |           |                                |
|  | Marcatori | 38’ (aut.) De Graef 53’ Bröker |

| Arbitro: | Gagelmann |

|            |           |                       |
| Cagara 63’ | Marcatori | 9’, 89’ (rig.) Eigler |

| Arbitro: | Kempter |

|              |           |  |
| Wagefeld 37’ | Marcatori |  |

| Arbitro: | Fischer |

|                       |           |  |
| Ebbers 62’ Meijer 90’ | Marcatori |  |

| Arbitro: | Lupp |

|             |           |                      |
| Kennedy 26’ | Marcatori | 3’ Kneißl 7’ Vuković |

| Offenbach am Main 29 marzo 2006, ore 18:00 CEST 20ª giornata | Kickers Offenbach | 0 – 0 referto | Dinamo Dresda | Stadion am Bieberer Berg (10 509 spett.)\| Arbitro: \| Brombacher \| |
| Arbitro:                                                     | Brombacher        |               |               |                                                                      |

| Arbitro: | Schriever |

|                               |           |  |
| Emmerich 18’ (rig.) Hampf 44’ | Marcatori |  |

| Arbitro: | Fleischer |

|                                  |           |                          |
| Vorbeck 15’ Votava 37’ Ulich 65’ | Marcatori | 18’ Kaufman 61’ Federico |

| Arbitro: | Wagner |

|          |           |             |
| Buck 50’ | Marcatori | 41’ Vorbeck |

| Arbitro: | Rafati |

|                        |           |  |
| Kennedy 45’ Ludwig 67’ | Marcatori |  |

| Cottbus 3 maggio 2006, ore 17:30 CEST 32ª giornata | Energie Cottbus | 0 – 0 referto | Dinamo Dresda | Stadion der Freundschaft (17 000 spett.)\| Arbitro: \| Gräfe \| |
| Arbitro:                                           | Gräfe           |               |               |                                                                 |

| Arbitro: | Frank |

|                                                       |           |             |
| Fröhlich 8’ (rig.) Velkoborský 14’ (aut.) Kennedy 77’ | Marcatori | 47’ Thioune |

| Arbitro: | Kircher |

|               |           |                                |
| Arvidsson 28’ | Marcatori | 21’ Bröker 52’ Ulich 78’ Pergl |

### Coppa di Germania
| Arbitro: | Weiner |

|                            |                      |                                             |
| Semmer 90’                 | Marcatori            | 18’ Cagara                                  |
| Ferl Semmer Kittler Soltau | Tiri di rigore 3 – 5 | Fröhlich Brinkmann Christ Cagara Wawrzyczek |

| Arbitro: | Rafati |

|                                  |           |  |
| Daun 42’, 68’ Banović 84’ (rig.) | Marcatori |  |

## Statistiche

### Statistiche di squadra
| Competizione      | Punti | In casa | In casa | In casa | In casa | In casa | In casa | In trasferta | In trasferta | In trasferta | In trasferta | In trasferta | In trasferta | Totale | Totale | Totale | Totale | Totale | Totale | DR |
| Competizione      | Punti | G       | V       | N       | P       | Gf      | Gs      | G            | V            | N            | P            | Gf           | Gs           | G      | V      | N      | P      | Gf     | Gs     | DR |
| ----------------- | ----- | ------- | ------- | ------- | ------- | ------- | ------- | ------------ | ------------ | ------------ | ------------ | ------------ | ------------ | ------ | ------ | ------ | ------ | ------ | ------ | -- |
| 2. Bundesliga     | 41    | 17      | 8       | 3       | 6       | 26      | 22      | 17           | 3            | 5            | 9            | 13           | 23           | 34     | 11     | 8      | 15     | 39     | 45     | -6 |
| Coppa di Germania | -     | 0       | 0       | 0       | 0       | 0       | 0       | 2            | 0            | 1            | 1            | 1            | 4            | 2      | 0      | 1      | 1      | 1      | 4      | -3 |
| Totale            | 41    | 17      | 8       | 3       | 6       | 26      | 22      | 19           | 3            | 6            | 10           | 14           | 27           | 36     | 11     | 9      | 16     | 40     | 49     | -9 |

### Andamento in campionato
| Giornata  | 1  | 2  | 3 | 4 | 5 | 6 | 7  | 8  | 9  | 10 | 11 | 12 | 13 | 14 | 15 | 16 | 17 | 18 | 19 | 20 | 21 | 22 | 23 | 24 | 25 | 26 | 27 | 28 | 29 | 30 | 31 | 32 | 33 | 34 |
| --------- | -- | -- | - | - | - | - | -- | -- | -- | -- | -- | -- | -- | -- | -- | -- | -- | -- | -- | -- | -- | -- | -- | -- | -- | -- | -- | -- | -- | -- | -- | -- | -- | -- |
| Luogo     | T  | C  | C | T | C | T | C  | T  | C  | T  | C  | T  | C  | C  | T  | T  | T  | C  | T  | C  | C  | T  | C  | C  | T  | C  | T  | T  | C  | T  | C  | T  | C  | T  |
| Risultato | P  | V  | V | V | N | P | P  | N  | P  | P  | P  | P  | P  | N  | N  | P  | P  | V  | P  | V  | N  | V  | P  | V  | P  | P  | N  | P  | V  | N  | V  | N  | V  | V  |
| Posizione | 15 | 11 | 3 | 3 | 5 | 7 | 10 | 11 | 11 | 13 | 15 | 16 | 16 | 16 | 16 | 16 | 16 | 16 | 17 | 17 | 15 | 15 | 15 | 15 | 14 | 14 | 16 | 17 | 16 | 16 | 16 | 15 | 15 | 15 |

Legenda:

Luogo: C = Casa; T = Trasferta. Risultato: V = Vittoria; N = Pareggio; P = Sconfitta.

### Statistiche dei giocatori
| Giocatore     | 2. Bundesliga | 2. Bundesliga | 2. Bundesliga | 2. Bundesliga | Coppa di Germania | Coppa di Germania | Coppa di Germania | Coppa di Germania | Totale   | Totale | Totale      | Totale     |
| Giocatore     | Presenze      | Reti          | Ammonizioni   | Espulsioni    | Presenze          | Reti              | Ammonizioni       | Espulsioni        | Presenze | Reti   | Ammonizioni | Espulsioni |
| ------------- | ------------- | ------------- | ------------- | ------------- | ----------------- | ----------------- | ----------------- | ----------------- | -------- | ------ | ----------- | ---------- |
| A. Basic      | 3             | 0             | 0             | 0             | 0                 | 0                 | 0                 | 0                 | 3        | 0      | 0           | 0          |
| R. Beuchel    | 24            | 0             | 7             | 1             | 1                 | 0                 | 1                 | 0                 | 25       | 0      | 8           | 1          |
| A. Brinkmann  | 13            | 1             | 3             | 0             | 2                 | 0                 | 0                 | 0                 | 15       | 1      | 3           | 0          |
| T. Bröker     | 27            | 4             | 2             | 0             | 2                 | 0                 | 0                 | 0                 | 29       | 4      | 2           | 0          |
| S. Bär        | 0             | 0             | 0             | 0             | 0                 | 0                 | 0                 | 0                 | 0        | 0      | 0           | 0          |
| D. Cagara     | 28            | 2             | 3             | 0             | 2                 | 1                 | 0                 | 1                 | 30       | 3      | 3           | 1          |
| M. Christ     | 0             | 0             | 0             | 0             | 1                 | 0                 | 0                 | 0                 | 1        | 0      | 0           | 0          |
| L. Csik       | 17            | 0             | 6             | 1             | 0                 | 0                 | 0                 | 0                 | 17       | 0      | 6           | 1          |
| C. Fröhlich   | 29            | 4             | 5             | 1             | 2                 | 0                 | 1                 | 0                 | 31       | 4      | 6           | 1          |
| C. Hauser     | 8             | 0             | 1             | 0             | 0                 | 0                 | 0                 | 0                 | 8        | 0      | 1           | 0          |
| R. Heiße      | 2             | 0             | 0             | 0             | 1                 | 0                 | 1                 | 0                 | 3        | 0      | 1           | 0          |
| M. Hensel     | 2             | 0             | 0             | 0             | 1                 | 0                 | 0                 | 0                 | 3        | 0      | 0           | 0          |
| O. Herber     | 1             | 0             | 0             | 0             | 0                 | 0                 | 0                 | 0                 | 1        | 0      | 0           | 0          |
| D. Horvat     | 12            | 0             | 0             | 0             | 1                 | 0                 | 0                 | 0                 | 13       | 0      | 0           | 0          |
| J. Kennedy    | 26            | 7             | 2             | 0             | 1                 | 0                 | 1                 | 0                 | 27       | 7      | 3           | 0          |
| J. Koziak     | 1             | 0             | 0             | 0             | 0                 | 0                 | 0                 | 0                 | 1        | 0      | 0           | 0          |
| I. Kresic     | 23            | 0             | 1             | 0             | 1                 | 0                 | 0                 | 0                 | 24       | 0      | 1           | 0          |
| M. Kukiełka   | 28            | 0             | 4             | 1             | 1                 | 0                 | 0                 | 0                 | 29       | 0      | 4           | 1          |
| D. Langen     | 30            | 2             | 5             | 0             | 1                 | 0                 | 0                 | 1                 | 31       | 2      | 5           | 1          |
| M. Lerchl     | 17            | 0             | 2             | 0             | 1                 | 0                 | 0                 | 0                 | 18       | 0      | 2           | 0          |
| R. Linkert    | 0             | 0             | 0             | 0             | 0                 | 0                 | 0                 | 0                 | 0        | 0      | 0           | 0          |
| A. Ludwig     | 17            | 1             | 0             | 0             | 1                 | 0                 | 0                 | 0                 | 18       | 1      | 0           | 0          |
| T. Neubert    | 6             | 0             | 0             | 0             | 0                 | 0                 | 0                 | 0                 | 6        | 0      | 0           | 0          |
| V. Oppitz     | 21            | 0             | 1             | 0             | 2                 | 0                 | 1                 | 0                 | 23       | 0      | 2           | 0          |
| K. Oswald     | 13            | 0             | 3             | 1             | 2                 | 0                 | 1                 | 0                 | 15       | 0      | 4           | 1          |
| P. Pergl      | 17            | 1             | 1             | 1             | 0                 | 0                 | 0                 | 0                 | 17       | 1      | 1           | 1          |
| R. Scannewin  | 2             | 0             | 0             | 0             | 0                 | 0                 | 0                 | 0                 | 2        | 0      | 0           | 0          |
| T. Stanić     | 7             | 1             | 1             | 1             | 0                 | 0                 | 0                 | 0                 | 7        | 1      | 1           | 1          |
| I. Ulich      | 16            | 2             | 1             | 0             | 0                 | 0                 | 0                 | 0                 | 16       | 2      | 1           | 0          |
| M. Vorbeck    | 29            | 6             | 6             | 0             | 2                 | 0                 | 0                 | 0                 | 31       | 6      | 6           | 0          |
| T. Votava     | 9             | 2             | 0             | 0             | 0                 | 0                 | 0                 | 0                 | 9        | 2      | 0           | 0          |
| M. Wagefeld   | 14            | 2             | 2             | 0             | 0                 | 0                 | 0                 | 0                 | 14       | 2      | 2           | 0          |
| W. Wawrzyczek | 13            | 1             | 0             | 0             | 2                 | 0                 | 0                 | 0                 | 15       | 1      | 0           | 0          |
| A. Weiß       | 4             | 0             | 1             | 0             | 1                 | 0                 | 0                 | 0                 | 5        | 0      | 1           | 0          |